# Sejm (fiume)
Il Sejm (in russo  Сейм?) è un fiume della Russia occidentale e dell'Ucraina, affluente di sinistra della Desna nel bacino del Dnepr.
Nasce dal versante occidentale del Rialto centrale russo, nell'oblast' di Belgorod, nelle vicinanze della cittadina di Gubkin; scorre con direzione dapprima nordoccidentale, successivamente occidentale, toccando, fra le altre, le città di Kursk (sede di una centrale nucleare), L'gov, Ryl'sk, Putyvl' e Baturin. I maggiori affluenti sono la Svapa, il Tuskar' e il Kleven'.
Il fiume si congela a fine novembre - dicembre e si scongela a fine marzo - inizio aprile ed è navigabile nel punto più basso (geograficamente).